# Межевский поселковый совет
Меже́вский поселко́вый сове́т (укр. Межівська селищна рада) — входит в состав
Синельниковского района
Днепропетровской области
Украины.
Административный центр поселкового совета находится в 
пгт Межевая.

## Населённые пункты совета
- пгт Межевая
- с. Весёлое
- с. Вознесенское
- с. Жуково
- с. Запорожское
- с. Ленинское
- с. Новолозоватовка
- с. Славное
- с. Украинка